# Džungelsko bojevanje
Džungelsko bojevanje je bojevanje, ki poteka v džungelskem oz. tropskem okolju.
Zaradi specifike okolja (gosto rastje, insekti in živali, vreme,...) je treba posebno izuriti in opremiti vojaške enote, da se lahko bojujejo v takem okolju. 
Večinoma je džungelsko bojevanje omejeno na pehotne enote (zaradi neobstoječih cest) in rečne enote (lahki čolni za patruljiranje, transport in oskrbovanje); z iznajdbo helikopterja so le-ti postali osnova transporta vojakov v džungli (prvič preizkušeno med vietnamsko vojno). 

## Primeri
- Burmanska kampanja
- Vietnamska vojna
- Kitajsko-vietnamska vojna
- Kitajsko-kamboška vojna